# 안정호 (축구 선수)
안정호는 미드필더로 뛰는 조선민주주의인민공화국의 축구 선수이다.